# ذخیره‌گاه زیست‌کره ضانا
ذخیره گاه زیست کره ضانا بزرگترین ذخیره گاه طبیعی اردن است، در جنوب مرکزی اردن واقع شده‌است. ذخیره گاه زیست کره ضانا در سال ۱۹۸۹ تأسیس شد در منطقه ای در اطراف روستای ضانا و وادی ضانا شامل ۳۰۸ کیلومتر مربع (۱۱۹ مایل مربع) است.

## جغرافیا
ذخیره‌گاه زیست‌کره دانا، بزرگترین ذخیره گاه طبیعی اردن است که در جنوب مرکزی اردن واقع شده‌است. این ذخیره‌گاه در سال ۱۹۸۹ با ۳۰۸ کیلومتر مربع تأسیس شد. علاوه بر حضور مردم آتاتا، اکتشافات باستان‌شناسی حاکی از استقرار پارینه سنگی، مصری، نباتی و رومی در دانا است. زمین‌شناسی متنوع دانا شامل سنگ آهک، ماسه سنگ و گرانیت است. در محیط متنوع دانا ۷۰۳ گونه گیاهی، ۲۱۵ گونه پرنده و ۳۸ گونه پستاندار زندگی می‌کنند.